# العلاقات السنغافورية الكورية الجنوبية
العلاقات السنغافورية الكورية الجنوبية هي العلاقات الثنائية التي تجمع بين سنغافورة وكوريا الجنوبية.

## مقارنة بين البلدين
هذه مقارنة عامة ومرجعية للدولتين:
| وجه المقارنة                                              | سنغافورة                                                             | كوريا الجنوبية                                                          |
| --------------------------------------------------------- | -------------------------------------------------------------------- | ----------------------------------------------------------------------- |
| المساحة (كم2)                                             | 719                                                                  | 100.30 ألف                                                              |
| عدد السكان (نسمة)                                         | 5.89 مليون                                                           | 51.47 مليون                                                             |
| الكثافة السكانية (ن./كم²)                                 | 819.19 ألف                                                           | 513.16                                                                  |
| العاصمة                                                   | سنغافورة                                                             | سول                                                                     |
| اللغة الرسمية                                             | لغة إنجليزية، اللغة الملايو، اللغة الصينية القياسية، اللغة التاميلية | اللغة الكورية                                                           |
| العملة                                                    | دولار سنغافوري                                                       | وون كوري جنوبي                                                          |
| الناتج المحلي الإجمالي (بليون دولار)                      | 323.91 مليار                                                         | 1.53 تريليون                                                            |
| الناتج المحلي الإجمالي (تعادل القوة الشرائية) بليون دولار | 472.59 مليار                                                         | 1.75 تريليون                                                            |
| الناتج المحلي الإجمالي الاسمي للفرد دولار أمريكي          | 52.89 ألف                                                            | 27.22 ألف                                                               |
| الناتج المحلي الإجمالي للفرد دولار أمريكي                 | 82.76 ألف                                                            |                                                                         |
| مؤشر التنمية البشرية                                      | 0.925                                                                | 0.901                                                                   |
| رمز المكالمات الدولي                                      | +65                                                                  | +82                                                                     |
| رمز الإنترنت                                              | .sg                                                                  | .kr                                                                     |
| المنطقة الزمنية                                           | ت ع م+08:00، توقيت سنغافورة المنسق ‏                                  | توقيت كوريا الجنوبية، ت ع م+09:00، آسيا/سيول ‏، ت ع م+08:00، ت ع م+08:30 |

## منظمات دولية مشتركة
يشترك البلدان في عضوية مجموعة من المنظمات الدولية، منها:
| علم المنظمة | اسم المنظمة                                      | تاريخ انضمام سنغافورة | تاريخ انضمام كوريا الجنوبية |
| ----------- | ------------------------------------------------ | --------------------- | --------------------------- |
|             | مؤسسة التمويل الدولية                            | 4 سبتمبر 1968         | 16 مارس 1964                |
|             | منظمة حظر الأسلحة الكيميائية                     | ?                     | ?                           |
|             | يونسكو                                           | 8 أكتوبر 2007         | 14 يونيو 1950               |
|             | الأمم المتحدة                                    | 21 سبتمبر 1965        | 17 سبتمبر 1991              |
|             | وكالة ضمان الاستثمار متعدد الأطراف               | 24 فبراير 1998        | 12 أبريل 1988               |
|             | منظمة الشرطة الجنائية الدولية                    | ?                     | ?                           |
|             | منتدى آسيان الإقليمي ‏                            | ?                     | ?                           |
|             | البنك الدولي للإنشاء والتعمير                    | 3 أغسطس 1966          | 26 أغسطس 1955               |
|             | الاتحاد البريدي العالمي                          | ?                     | ?                           |
|             | مؤسسة التنمية الدولية                            | 27 سبتمبر 2002        | 18 مايو 1961                |
|             | منظمة التجارة العالمية                           | ?                     | ?                           |
|             | المنظمة الهيدروغرافية الدولية                    | ?                     | ?                           |
|             | بنك التنمية الآسيوي                              | 1966                  | 1966                        |
|             | المركز الدولي لتسوية المنازعات الاستشارية        | 13 نوفمبر 1968        | 23 مارس 1967                |
|             | منتدى التعاون الاقتصادي لدول آسيا والمحيط الهادئ | 6 نوفمبر 1989         | 6 نوفمبر 1989               |

## وصلات خارجية
- موقع وزارة الخارجية السنغافورية
- موقع وزارة الخارجية الكورية الجنوبية